# Concert per a violí núm. 2 (Mozart)
El Concert per a violí núm. 2 en re major, K. 211, és una composició de Wolfgang Amadeus Mozart escrita el 1775.
L'obra consta de tres moviments:
1. Allegro moderato
2. Andante
3. Rondeau-Allegro

La interpretació del concert té una durada d'uns 20 minuts.